# 三軒町 (名古屋市)
三軒町（さんげんちょう）は、愛知県名古屋市北区にある地名。丁番を持たない単独町名である。住居表示未実施。

## 地理
名古屋市北区の北東部に位置する。北端に生棚川が東西方向に流れ、如意五丁目との境界となっている。また、南端に国道302号・名古屋第二環状自動車道・JR東海交通事業城北線が東西方向に通過し、楠四丁目との境界となっている。東は桐畑町・春日井市中野町、西は池花町に接する。

### 河川
- 生棚川

## 歴史

### 町名の由来
如意村（のち楠町大字如意）の字名三軒屋に由来する。字三軒屋は三軒の家が所在したことから。

### 沿革
- 1978年（昭和53年）8月27日 - 北区楠町大字如意（字道観塚・桐畑・富士塚・井堀・三軒屋・堀田・花ノ木・神明山の各一部・井原地の全部）・大字味鋺（字北石田・堂ず前・石田の各一部）の各一部より成立[1]。

## 世帯数と人口
2019年（平成31年）1月1日現在の世帯数と人口は以下の通りである。
| 町丁   | 世帯数  | 人口    |
| ------ | ------- | ------- |
| 三軒町 | 539世帯 | 1,208人 |

### 人口の変遷
国勢調査による人口の推移
| 1995年（平成7年）  | 946人   | [ WEB 5 ] |  |
| 2000年（平成12年） | 1,054人 | [ WEB 6 ] |  |
| 2005年（平成17年） | 1,179人 | [ WEB 7 ] |  |
| 2010年（平成22年） | 1,219人 | [ WEB 8 ] |  |
| 2015年（平成27年） | 1,176人 | [ WEB 9 ] |  |

## 学区
市立小・中学校に通う場合、学校等は以下の通りとなる。また、公立高等学校に通う場合の学区は以下の通りとなる。
| 番・番地等 | 小学校             | 中学校             | 高等学校 |
| ---------- | ------------------ | ------------------ | -------- |
| 全域       | 名古屋市立楠小学校 | 名古屋市立楠中学校 | 尾張学区 |

## 交通

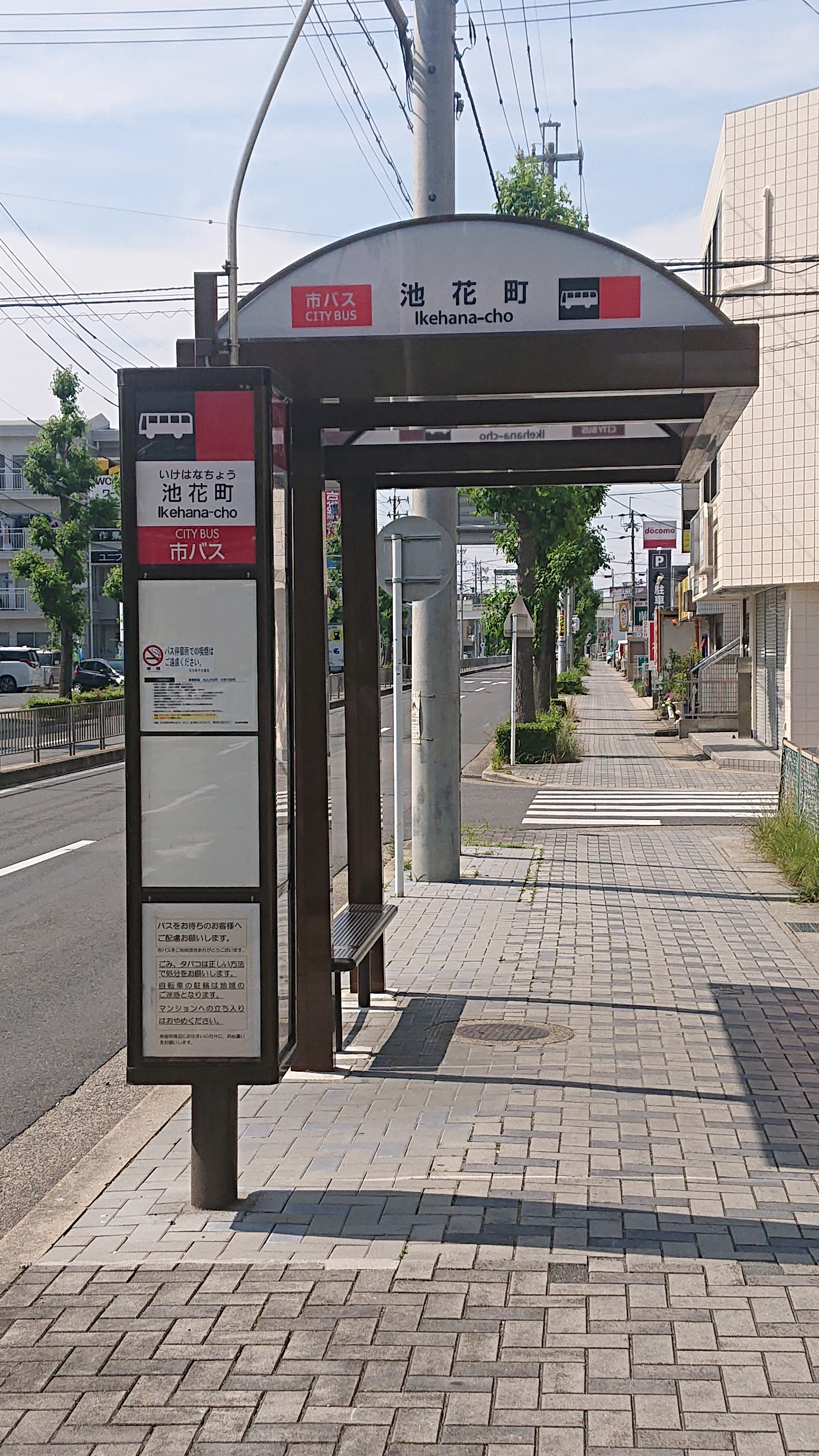
市バス池花町停留所

### 鉄道
- JR東海交通事業城北線が、町域南端を東西に通過するが駅はない。

### バス
- 名古屋市営バス（名古屋市交通局）
  - 池花町停留所[WEB 12]
    - アのりば - 幹栄1系統（如意住宅行）・曽根13系統（如意車庫前・喜惣治一丁目行）・楠巡回系統（北高校経由左回り如意車庫前行
    - イのりば - 幹栄1系統（栄・黒川駅・西部医療センター行）・曽根13系統（大曽根行）・曽根13系統（上飯田行）・楠巡回（水分橋経由右回り如意車庫前行）

### 道路
- 国道302号（名古屋環状2号線）
- 名古屋第二環状自動車道
- 愛知県道161号名古屋豊山稲沢線

## 施設
- 名古屋市如意保育園

1954年（昭和29年）12月14日設置の名古屋市立保育園。
- 富士塚公園
- 国際航空写真名古屋支社
- ザ・ビッグエクスプレス楠店

- 富士塚公園
- 名古屋市如意保育園
- ザ・ビッグエクスプレス楠店

## その他

### 日本郵便
- 郵便番号 : 462-0004[WEB 2]（集配局：名古屋北郵便局[WEB 13]）。

### WEB
1. 1 2  “町・丁目(大字)別、年齢(10歳階級)別公簿人口(全市・区別)”.   名古屋市 (2019年1月23日). 2019年1月23日閲覧。
2. 1 2  “郵便番号”.  日本郵便. 2019年1月6日閲覧。
3. ↑  “市外局番の一覧”.   総務省. 2019年1月6日閲覧。
4. ↑  “北区の町名一覧”.   名古屋市 (2015年10月21日). 2019年1月12日閲覧。
5. ↑  総務省統計局 (2014年3月28日). “平成7年国勢調査の調査結果(e-Stat) - 男女別人口及び世帯数 －町丁・字等” (CSV). 2019年4月27日閲覧。
6. ↑  総務省統計局 (2014年5月30日). “平成12年国勢調査の調査結果(e-Stat) - 男女別人口及び世帯数 －町丁・字等” (CSV). 2019年4月27日閲覧。
7. ↑  総務省統計局 (2014年6月27日). “平成17年国勢調査の調査結果(e-Stat) - 男女別人口及び世帯数 －町丁・字等” (CSV). 2019年4月27日閲覧。
8. ↑  総務省統計局 (2012年1月20日). “平成22年国勢調査の調査結果(e-Stat) - 男女別人口及び世帯数 －町丁・字等” (CSV). 2019年4月27日閲覧。
9. ↑  総務省統計局 (2017年1月27日). “平成27年国勢調査の調査結果(e-Stat) - 男女別人口及び世帯数 －町丁・字等” (CSV). 2019年4月27日閲覧。
10. ↑  “市立小・中学校の通学区域一覧”.   名古屋市 (2018年11月10日). 2019年1月14日閲覧。
11. ↑  “平成29年度以降の愛知県公立高等学校（全日制課程）入学者選抜における通学区域並びに群及びグループ分け案について”.   愛知県教育委員会 (2015年2月16日). 2019年1月14日閲覧。
12. ↑  名古屋市交通局なごや地図ナビ 池花町2013年9月29日閲覧。
13. ↑  郵便番号簿 平成29年度版 - 日本郵便. 2019年01月06日閲覧 (PDF)

### 書籍
1. 1 2  名古屋市北区役所市民室 1979, p. 57.
2. ↑  「角川日本地名大辞典」編纂委員会 1989, p. 619.
3. ↑  名古屋市子ども青少年局子育て家庭部保育課 2007, p. 90.

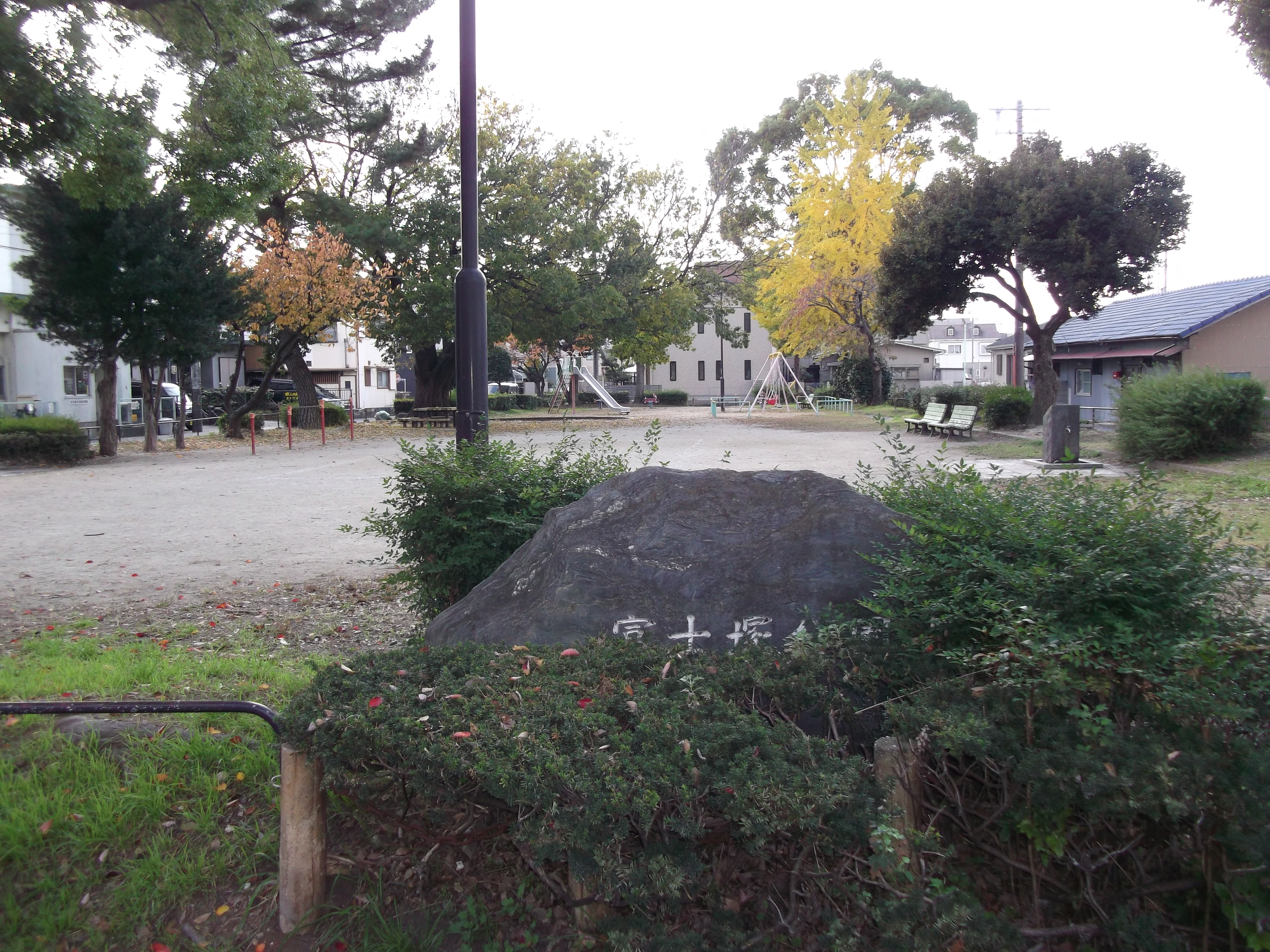
富士塚公園
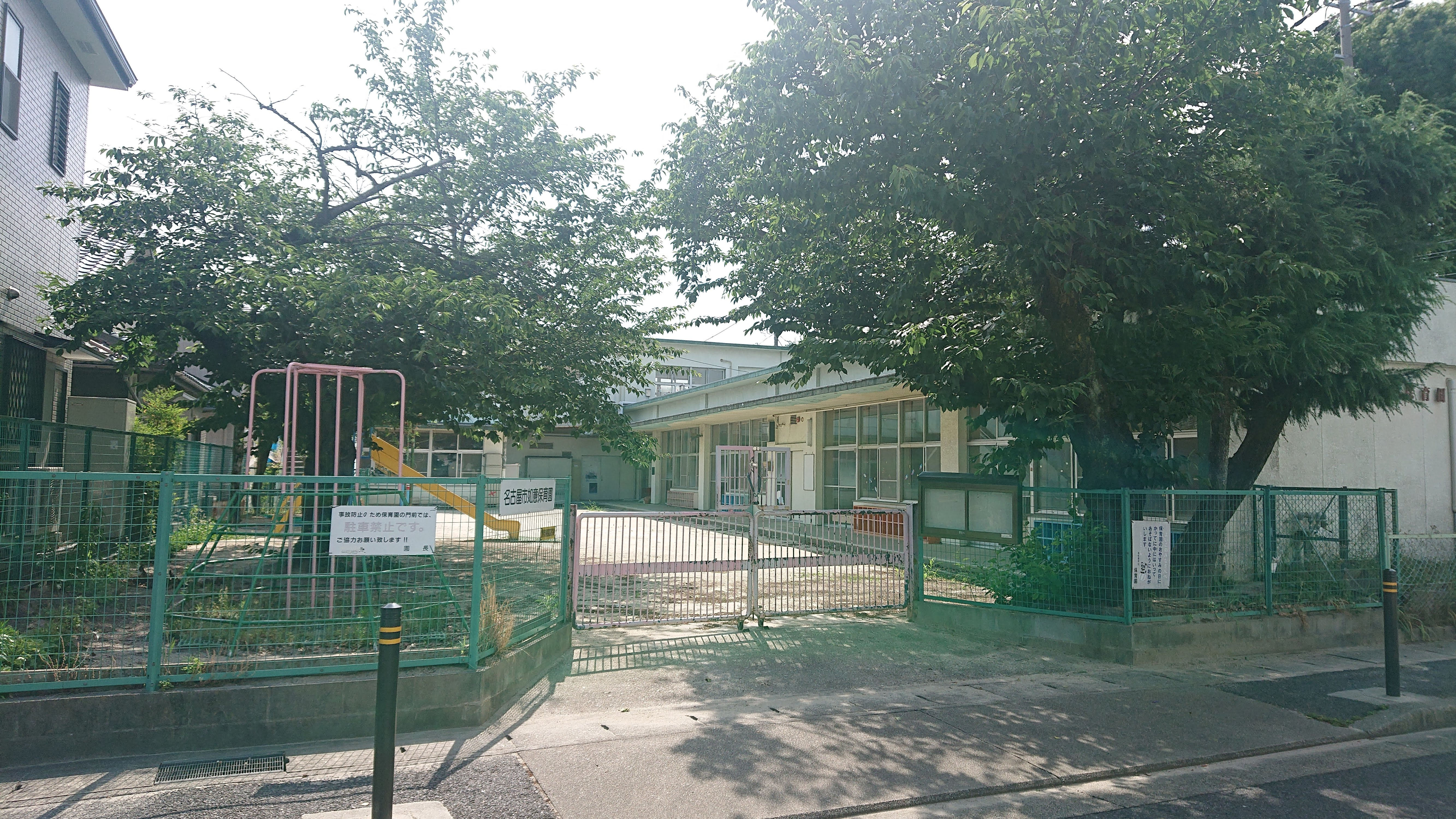
名古屋市如意保育園
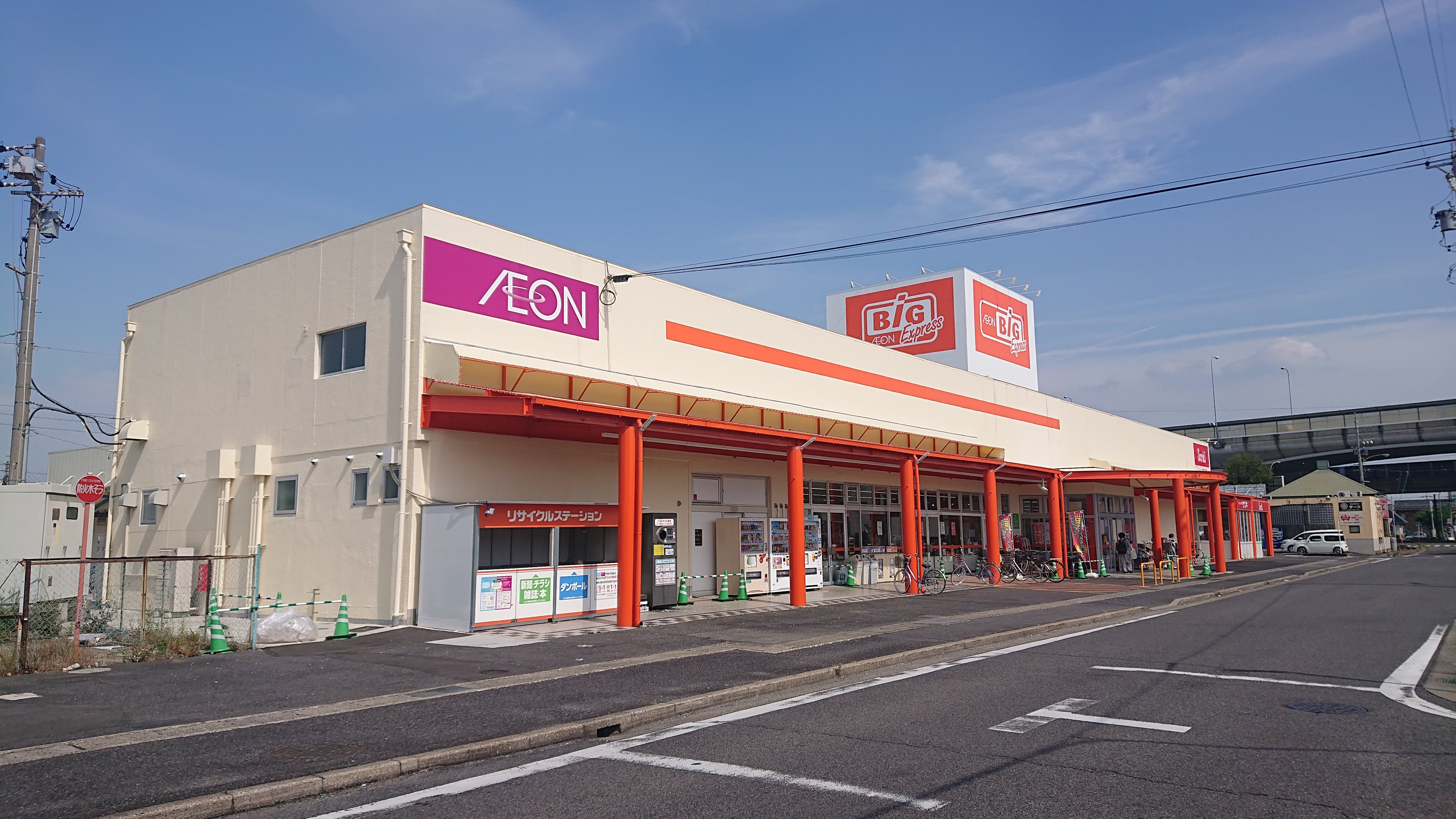
ザ・ビッグエクスプレス楠店